# آبدی (چاد)
آبدی یک منطقهٔ مسکونی در چاد است.